# Nokia 5200
Il Nokia 5200 è un cellulare della Nokia prodotto nel 2006, era disponibile in versione bianca con inserti in blu, rosso o rosso scuro, e in versione totalmente nera. Il progetto del Nokia 5200 è stato poi ripreso per la creazione dei Nokia 5300, 5500, 5700.
Da non confondersi con Nokia 5220.

## Caratteristiche
- Fotocamera VGA (video e foto)
- MMS, SMS, MMS Plus
- GSM QuadriBand GPRS
- Radio FM
- MP3, WMA, MP4, 3GP
- Registratore Vocale
- Realvideo